# 白昶
白昶，河南省彰德府武安縣人，清朝政治人物、同進士出身。
光緒二年，會試第252名；殿試登進士三甲第52名，后任阳曲县知縣；光緒二十七年，因涉及在太原教案中殺害洋人，而被處斬。